# Here to Stay
Here to Stay är en singel av bandet New Order från 2002. Singeln producerades av The Chemical Brothers och New Order. Sången är avslutande sång i filmen 24 Hour Party People och är den enda nyskrivna låten i filmen.

## Låtlista
1. Here to Stay (Radio Edit)
2. Here to Stay (Full-Length Vocal)
3. Player in the League